# Victor Talking Machine Company
Victor Talking Machine Company (en español: compañía Máquina Parlante Víctor) fue una compañía discográfica que existió desde 1901 hasta 1930, año en que fue vendida a la RCA, formándose después como RCA Victor. Fue líder en la industria del gramófono y en grabaciones en Disco en Estados Unidos y una de las dominantes en el resto del mundo. Tenía sede en Camden, Nueva Jersey, Estados Unidos.
Desde 2022, la marca Victor tiene licencia y es propiedad de Talisman Brands, Inc. d/b/a Established.

## Historia
La compañía fue fundada en 1901 por Eldridge R. Johnson, quien anteriormente se había dedicado a fabricar gramófonos que tocaban discos de Emile Berliner. Algunas fuentes dicen que Berliner fue cofundador de Victor, mientras otras dicen que él no tuvo ninguna relación con la compañía; sin embargo, algunos sugieren que este desacuerdo puede ser resultado de una estrategia por parte de Johnson para derrotar a las demandas de la compañía Zonophone que habían puesto a la Berliner Gramophone fuera del mercado en los Estados Unidos (pero no en el Canadá, el Reino Unido o Alemania) y habían amenazado su propio negocio.

## Nombre y logotipo

### Origen del nombre Víctor

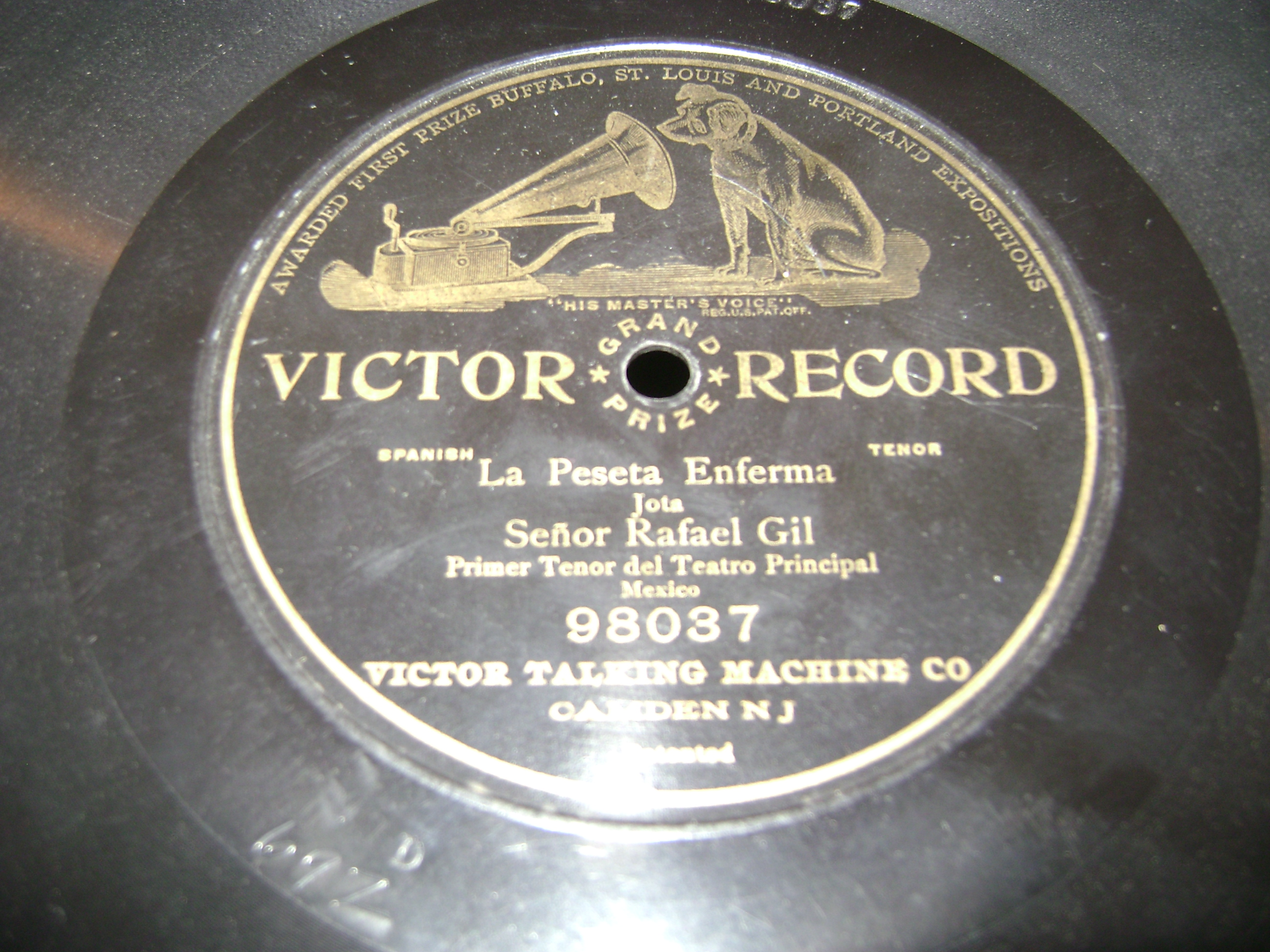
Etiqueta de un Victor Grand Prize de 1908

Hay cierta controversia sobre el origen del nombre de la compañía. Según Fred Barnum, hay al menos cuatro historias sobre el origen de Victor; en His Master's Voice in America, escribe que una de ellas dice que Johnson consideraba a su gramófono, tanto en el ámbito empresarial como en el científico, una «victoria». Otra de ellas dice que él surgió como el «victorioso» de los largos y costosos problemas de patentes que envolvían a Berliner y al Zonophone de Frank Seaman. Una tercera historia cuenta que el compañero de Johnson, Leon Douglass, lo derivó del nombre de su esposa Victoria. La última historia dice que el nombre fue adoptado de la popular bicicleta Victor, que Johnson había admirado por su ingeniería superior.

### La voz del amo (His Master's Voice)
Víctor poseía los derechos en Estados Unidos e Iberoamérica para usar la imagen del fox terrier Niperito (Nipper en inglés) escuchando un gramófono de Berliner. El His Master's Voice original es una pintura que fue hecha en 1893 por Francis Barraud, luego de que tras la muerte de su hermano, un fotógrafo londinense, recibiera como parte de la herencia un fonógrafo Edison-Bell de motor eléctrico, un estuche con cilindros —algunos con grabaciones caseras— y un perro fox terrier llamado "Nipper"; Barraud notó que al reproducir las grabaciones de la voz de su hermano en el fonógrafo, Nipper se acercaba y se colocaba frente a la trompeta escuchando atentamente, con la cabeza inclinada. El fenómeno llevó a Francis a inmortalizar en lienzo la escena, titulando la pintura His master's voice, o sea "La voz del amo".
Para vender la pintura Barraud la modificó reemplazando el fonógrafo de cilindros por un gramófono; con cierto ángulo de luz aún se puede ver el contorno del fonógrafo Edison-Bell en la pintura original.

#### Controversia
El cuadro original muestra a Nipper y a la máquina parlante sobre una superficie de madera pulida, generando una controversia entre los historiadores, que se preguntaban a qué correspondía esta superficie; ya que esto comenzó mucho después de la muerte de Barraud, el nunca hizo algún comentario sobre a qué corresponde esa superficie, aunque puede que sea solo un objeto para posicionar a Nipper en el espacio, algunos sugieren que podría ser el ataúd de su difunto dueño, el hermano de Barraud.

## Era de la grabación acústica
Antes de 1925, Victor producía sus grabaciones maestras por medio de la grabación acústica, en la que no se empleaba ningún micrófono u otro sistema eléctrico o electrónico, mediante la cual una máquina grababa sobre un disco grueso de cera —de manera similar a un fonógrafo a cilindros— que luego recibía un tratamiento químico para conseguir los estampadores metálicos, que luego eran situados en una prensa donde se presionaban contra una masa caliente a base de goma laca, que al enfriarse resultaba en un disco reproducible.
Desde el principio la Victor fue pionera en los procesos de grabación y fabricación de discos de gramófono, llegando a una posición dominante mediante el registro de artistas famosos. En 1931 Victor hizo un disco rompecabezas (puzzle record) de tres surcos (A-821) y en 1903, un proceso de grabación madre-estampador de tres pasos, lo que permitía producir más estampadores y grabaciones de lo que antes era posible.
Después de aumentar la calidad de las grabaciones de disco y gramófonos, Johnson inició un ambicioso proyecto para que los cantantes y músicos más prestigiosos del momento grabaran para el sello Victor, con acuerdos de exclusividad siempre que fuera posible. A menudo, estos artistas exigieron tarifas que la empresa no podía esperar para compensar por la venta de sus discos. Johnson hábilmente sabía que lograría recuperar su inversión a largo plazo en la promoción de la marca Victor. Las nuevas grabaciones de celebridades llevaban etiquetas negras, indicando que era música popular, mientras que los grandes artistas de música clásica llevaban etiquetas rojas y se comercializaban como discos de "sello rojo".
Durante muchos años estas grabaciones eran de una sola cara, y solo en 1923 Victor comenzaría a fabricar discos de "sello rojo" de dos caras. Muchos anuncios se imprimieron mostrando en ellos los grandes nombres de la música de la época, con la afirmación de que solo grabaron para el sello Victor. Como Johnson había pensado, gran parte del público supuso que los discos Victor debían ser superiores a las grabaciones de otras marcas y a las grabaciones de cilindro.

## Grabación eléctrica

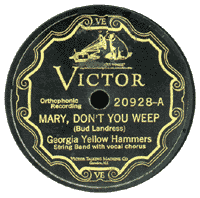
Etiqueta de un disco ortofónico

En noviembre de 1925, Víctor introdujo su nueva Victrola ortofónica, con la más avanzada tecnología en reproducción de sonido, ofreciendo una calidad mucho mayor, junto con sus nuevos discos ortofónicos, grabados eléctricamente, o sea con micrófonos, y que la compañía Victor produciría hasta su desaparición en 1929.

### Los discosortofónicos
Los discos ortofónicos o grabaciones ortofónicas (orthophonic recording) son las grabaciones eléctricas de Victor, son fácilmente reconocibles por llevar inscrito un óvalo con las letras VE en su interior, situado en el área entre el final de la grabación y la etiqueta.
Éstos se comenzaron a producir unos meses antes de que la victrola ortofónica saliera a la venta, llevando los primeros la etiqueta Batwing (ala de murciélago) de modo que pareciera un disco acústico y así evitar que se saturaran las ventas al salir la Victrola diseñada para ellos. Posteriormente se usaría la etiqueta scroll (de pergamino) característica de los discos ortofónicos que Victor usaría hasta su desaparición y posteriormente la RCA Victor hasta 1937.
La calidad de una Victrola ortofónica, tocando un disco diseñado para esta, era comparable con muchos aparatos posteriores, incluso hasta principios de la década de 1950. Un modelo muy destacado por su calidad era la Credenza de 1925 y la 10-50, un modelo muy lujoso, con motor eléctrico y cambiador de discos automático que salió un par de años más tarde.
El nombre seguiría siendo usado por la RCA hasta mediados de la segunda mitad del siglo XX.

## LaVictrola

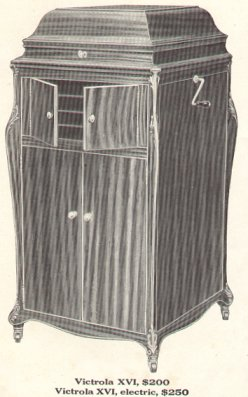
Victrola

Alrededor de 1905, Victor comenzó a experimentar la idea de hacer más aceptables los gramófonos, de hacerlos parecer más una pieza de mobiliario en lugar de una pieza de maquinaria.
La solución fue cambiar de lugar la trompeta amplificadora y plegarla dentro de un gabinete alto, con tapa en la parte superior para esconder la tornamesa y puertas en el frente, que además de ocultar la trompeta, servían como un crudo control de volumen.
La idea fue rápidamente patentada y llamada Victrola, nombre que la compañía usaría para todos sus gramófonos de trompeta interna.
El diseño de la Victrola pudo haber inspirado la Amberola de Edison, que apareció pocos años más tarde. Esta tenía una trompeta dentro de un gabinete con tapa y puertas y tocaba cilindros de 4 minutos.
Luego, en algunos países, de la palabra victrola derivó, por enmudecimiento de la c, en la palabra vitrola, que se volvería popular para referirse a cualquier gramófono (incluso de trompeta externa) y de cualquier marca.